# Ghana aux Jeux olympiques d'hiver de 2010
Vous lisez un « bon article » labellisé en 2014.
La participation du Ghana aux Jeux olympiques d'hiver de 2010 à Vancouver au Canada, du 12 au 28 février 2010, constitue la première participation du pays à des Jeux olympiques d'hiver. La délégation ghanéenne est représentée par un seul athlète, Kwame Nkrumah-Acheampong en ski alpin, également porte-drapeau du pays lors de la cérémonie d'ouverture de ces Jeux.
Le Ghana ne remporte aucune médaille durant ces Jeux olympiques, son seul sportif inscrit terminant 47e en slalom.

## Préparation et vie à Vancouver
La délégation ghanéenne se compose d'un seul sportif, Kwame Nkrumah-Acheampong, surnommé le « léopard des neiges »,. Entouré de son entraîneur, le skieur ouzbek Denis Grigoriev, de son préparateur physique Tim Allardyce et de son directeur sportif Richard Harpham, il effectue sa préparation en Italie dans la petite station de Pampeago, située dans les Dolomites, qui lui fournit gratuitement le logement, la nourriture et l'accès aux remontées mécaniques pour le quatrième hiver consécutif en 2010. Afin d'acquérir une expérience en compétition et d'obtenir les points nécessaires pour aller aux Jeux de Vancouver, il voyage par ses propres moyens à travers l'Europe et l'Asie et représente le Ghana dans de nombreuses compétitions internationales, bien qu'il ne reçoive aucun soutien financier de la part du comité olympique ghanéen.
À l'approche des Jeux olympiques, Kwame Nkrumah-Acheampong et son encadrement technique s'installent dans la station de ski du Mount Washington, sur la côte est de l'île de Vancouver. Ils parviennent à réunir les fonds nécessaires à leur séjour grâce au soutien financier du comité international olympique et du bookmaker irlandais Paddy Power. L'athlète ghanéen a commandé une combinaison de ski tachetée, créée spécialement pour les Jeux. Dans les jours qui précèdent l'ouverture de la compétition, il rencontre des compatriotes résidant en Colombie-Britannique. Il annonce également sa volonté de créer une piste de ski artificielle dans son pays afin de développer les sports d'hiver au Ghana.

## Cérémonies d'ouverture et de clôture

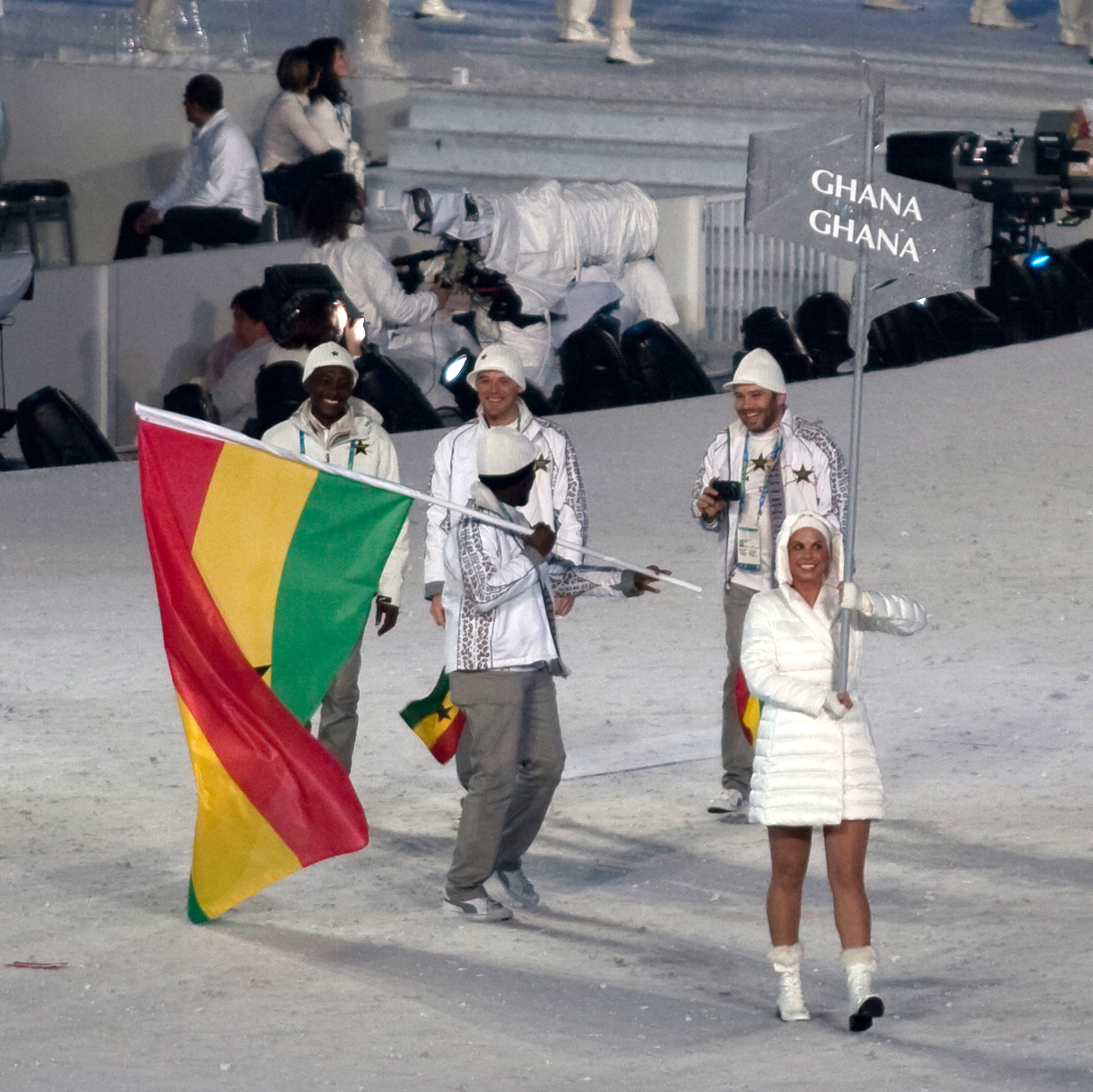
Entrée de la délégation ghanéenne à la cérémonie d'ouverture.

Le Ghana fait partie, avec l'Afrique du Sud, l'Algérie, l'Éthiopie, le Maroc et le Sénégal, des six pays d'Afrique participant à ces Jeux. Le Ghana est la 32e des 82 délégations à entrer dans le BC Place Stadium de Vancouver, au cours du défilé des nations durant la cérémonie d'ouverture, entre l'Allemagne et le Royaume-Uni. Cette cérémonie est dédiée au lugeur géorgien Nodar Kumaritashvili, mort la veille après une sortie de piste durant un entraînement. Le porte-drapeau du pays est le skieur Kwame Nkrumah-Acheampong.
La cérémonie de clôture a lieu également au BC Place Stadium. Les porte-drapeaux des différentes délégations entrent ensemble dans le stade olympique et forment un cercle autour du chaudron abritant la flamme olympique. Comme lors de la cérémonie d'ouverture, le drapeau ghanéen est porté par Kwame Nkrumah-Acheampong.

## Ski alpin

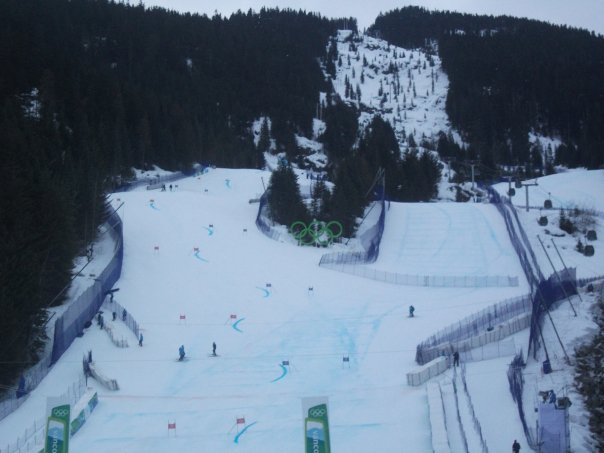
Whistler Creekside, la piste pour les épreuves de ski alpin.

Le Ghana aligne son seul représentant à ces Jeux olympiques lors des épreuves de ski alpin. Il s'agit de Kwame Nkrumah-Acheampong, né le 19 décembre 1974 à Glasgow, en Écosse. Surnommé le « léopard des neiges », il a découvert le ski alors qu'il faisait ses études au Royaume-Uni et il a travaillé dans la station de ski indoor de Milton Keynes. Âgé de 35 ans, Kwame Nkrumah-Acheampong est le premier athlète ghanéen à prendre part à des Jeux olympiques d'hiver en disputant l'épreuve du slalom le 27 février au parc olympique de Whistler. Il annonce être « déterminé à ne pas finir dernier ».

### Qualification
Trois-cent-vingt places sont attribuables en ski alpin pour les Jeux olympiques de Vancouver, dans la limite de vingt-deux athlètes par nation. La période de qualification s'étale entre juillet 2008 et le 25 janvier 2010. Pour se qualifier, les 500 premiers de chaque épreuve au classement, dans la liste des points de la Fédération internationale de ski (FIS), sont admissibles dans la limite de quatre par pays, en sachant que pour les épreuves de descente, de super-combiné et de super-G, les athlètes doivent obtenir un maximum de 120 points FIS dans l'épreuve concernée. Si une nation ne possède aucun skieur réalisant ces critères, il lui est possible d'obtenir un ticket olympique pour chaque sexe dans les épreuves de slalom et de slalom géant, en participant aux Championnats du monde de ski alpin 2009 et en ne dépassant pas les 140 points FIS.
Au début de sa carrière en 2005, Kwame Nkrumah-Acheampong totalisait 1 000 points FIS. Lors des Mondiaux 2009 à Val-d'Isère, il se classe 67e de l'épreuve du slalom. Grâce à sa participation à cet évènement sportif et ayant moins de 140 FIS dans la discipline à la date butoir des qualifications, Nkrumah-Acheampong obtient sa qualification pour les Jeux olympiques d'hiver de 2010 en slalom. Pour cela, il a pris part à plusieurs compétitions internationales, notamment en Europe. Il y obtient quelques bons résultats, comme une 16e place à Shemshak, en Iran, en 2009.

### Résultat
Kwame Nkrumah-Acheampong, qui porte le dossard no 102 lors de l'épreuve, termine la première manche avec un temps de 1 min 9 s 08 et se classe temporairement à la 53e place. Il concède ainsi un retard de 21 s 29 sur le premier, l'Italien Giuliano Razzoli,. Il obtient la 48e place de la seconde manche avec un temps de 1 min 13 s 52. À l'issue des deux manches, il se place au 47e rang sur les 48 skieurs classés. Il affiche un temps total de 2 min 22 s 60, ce qui lui vaut un retard de 43 s 28 sur Razzoli, champion olympique. Il se classe ainsi derrière l'autre concurrent africain, le Marocain Samir Azzimani, qui termine à la 44e place de l'épreuve et devance un seul concurrent, l'Albanais Erjon Tola, qui a manqué une porte mais est remonté la passer. Kwame Nkrumah-Acheampong déclare après la compétition : « Je ne suis pas dernier, c'est fantastique. ».
| Athlète                  | Épreuve | Temps final   | Retard  | Rang |
| ------------------------ | ------- | ------------- | ------- | ---- |
| Kwame Nkrumah-Acheampong | Slalom  | 2 min 22 s 60 | 43 s 28 | 47e  |

## Diffusion des Jeux au Ghana
Au Ghana, les Jeux olympiques de Vancouver ne sont diffusés par aucune chaîne de télévision nationale. Les Ghanéens peuvent suivre les différentes épreuves sur le câble et le satellite par le biais du réseau SuperSport, ainsi que sur le réseau TV5 Afrique.